# 足立区立東綾瀬小学校
足立区立東綾瀬小学校（あだちくりつ ひがしあやせしょうがっこう）は、東京都足立区東綾瀬二丁目にある公立小学校。なお、葛飾区にも同名の小学校が存在する。

## 概要
- 足立区立北三谷小学校+他2校、計3校から一部児童を分割・合流する形で開校した。校章にあしらわれた3本のラインが3校から統合されたことを表している。
- 東綾瀬と東和の境に位置する。大規模な公営団地が近くにあることもあり、近辺の児童数は非常に多い。
- 全校児童数482人（令和5年6月6日現在）。
- 区内でも珍しい屋上プールがある。

## 沿革
- 1976年（昭和51年）4月1日[1] - 綾瀬・北三谷・東渕江各小学校の一部学区を分離し、開校。開校時点の児童数は740名[2]。
- 2016年（平成28年） - 校舎増築[3]。

## 教育目標
人間の精神に基き、知性、理性、道徳心や体力をはぐくみ人間豊かな子に育てる。

## 交通
- 東京メトロ千代田線[4]・JR常磐線綾瀬駅とJR常磐線亀有駅のほぼ中間地点に位置し、どちらからも徒歩約20分。
- 上記2駅よりは若干遠いが、千代田線北綾瀬駅からも徒歩25分程度。
- 「東綾瀬小学校前」停留所下車。
  - 停車系統は、足立区コミュニティバス「はるかぜ」（朝日バス）「2号 綾瀬・六木線」（綾瀬駅⇔六ツ木都住・八潮駅）、東武バス「綾31」・「綾33」・「綾34」・「綾35」の各系統。
  - 綾瀬駅からは、まったく別の経路で六ツ木都住や八潮駅へ向かう東武バス「綾21」も運行されているので注意を要する。
  - また、綾瀬駅から出ている亀有駅行きのバスの中には葛飾区のほうの東綾瀬小学校に行くバス[5]も出ているため、これにも注意を要する。